# Бистрец (Долж)
Бистрец (рум. Bistreţ) насеље је у Румунији у жупанији Долж у општини Бистрец. Место се налази на надморској висини од 35 m.

## Становништво
Према подацима из 2021. године у насељу је живело 2.412 становника.